# Zelfstandig student
Een zelfstandig student is een begrip uit de studiefinanciering in Vlaanderen. Het statuut van zelfstandig student wordt verkregen indien de student een bepaald inkomen kan bewijzen gedurende 12 verschillende maanden in een periode van 2 aaneensluitende jaren, waarbij die twee aaneensluitende jaren liggen tussen het jaar waarin de studies gestart zijn en de studietoelage aangevraagd is. De student mag als bijkomende voorwaarde ook niet getrouwd of wettelijk samenwonend zijn.
Dit statuut biedt de student het voordeel dat bij het bepalen van het inkomen enkel rekening gehouden wordt met het eigen inkomen, zelfs indien de student nog thuiswonend is.

## Invloed op andere voordelen
Het statuut heeft géén invloed op de kinderbijslag of het fiscaal ten laste zijn van de ouders. Het fiscaal ten laste zijn hangt af van het verdiende bedrag in 1 jaar. Het recht op kinderbijslag hangt in eerste instantie niet af van het verdiende bedrag, maar wel van het aantal gewerkte uren.